# Marquesado de Fuente Hermosa de Miranda
El Marquesado de Fuente Hermosa de Miranda es un título nobiliario español creado por el rey Carlos III de España el 10 de febrero de 1761 a favor de Francisco García del Rallo Calderón con el vizcondado previo de San Pedro. Su denominación hace referencia a cierto lugar en Navarra.
El título fue rehabilitado en 1893 por Alfonso XIII y en el 2002 por Juan Carlos I.

## Marqueses de Fuente Hermosa de Miranda
|                                  | Titular                         | Periodo                 |
| Creación por Carlos III          | Creación por Carlos III         | Creación por Carlos III |
| -------------------------------- | ------------------------------- | ----------------------- |
| I                                | Francisco del Rallo Calderón    | 1761 - 1765             |
| II                               | Josefa de Borda y Rallo         | 1765 - ?                |
| III                              | María Josefa de Aliaga y Borda  | ? - 1841                |
| IV                               | Pedro Bravo del Ribero y Aliaga | 1841 - 1870             |
| Rehabilitación por Alfonso XIII  |                                 |                         |
| V                                | Felipe Pardo y Barreda          | 1893 - 1939             |
| VI                               | Teresa Pardo y Laos             | 1939 - 1944             |
| VII                              | Ana Teresa Pardo y Barreda      | 1944 -                  |
| Rehabilitación por Juan Carlos I |                                 |                         |
| VIII                             | José Pardo Heeren               | 1994 - 2001             |
| IX                               | José Manuel Pardo Paredes       | 2002 - actual titular   |

## Lista de marqueses de Fuente Hermosa de Miranda
- Francisco García del Rallo Calderón, I Marqués de Fuente Hermosa de Miranda (Villalobos, 1678-Madrid, 1765). Casó con Manuela Ramírez de Arellano, con quien tuvo una hija, Mariana del Rallo Ramírez de Arellano. Le sucedió su nieta:
- María Josefa Xaviera de Borda (Rallo Calderón, II marquesa de Fuente Hermosa de Miranda (Lima, 1760-). Casó con el coronel Juan José de Aliaga Colmenares. Le sucedió su hija:
- María Josefa de Aliaga y Borda  III marquesa de Fuente Hermosa de Miranda (Lima, 1785-1841). Casó en 1807 con Diego Miguel Bravo del Rivero y Zavala, I marqués de Castel-Bravo. Le sucedió su hijo:
- Pedro Juan José Francisco Ignacio Xavier Bravo del Rivero y Aliaga, IV marqués de Fuente Hermosa de Miranda, II marqués de Castel-Bravo (Lima, 1809-1870). Casó en 1835 con María de los Dolores Boulet y Victoria Ahumada.

El título fue rehabilitado en 1893 en favor del sobrino nieto del IV marqués, Felipe Pardo y Barreda, descendiente de la II marquesa.
- Felipe Pardo y Barreda, V marqués de Fuente Hermosa de Miranda (Lima, 1860-Bayona, 1939). Hijo de Manuel Pardo y Lavalle, presidente del Perú, casó en 1905 con Teresa Barreda y Laos, con quien tuvo una hija. Le sucedió su esposa:
- Teresa Barreda y Laos, VI marquesa de Fuente Hermosa de Miranda. Renunció al título en 1944 en favor de su única hija:
- Ana Teresa Pardo y Barreda, VII marquesa de Fuente Hermosa de Miranda (1907-1996). Casada en 1925 con Luis Ruíz de Arana y Martín de Oliva, XV duque de Sanlúcar la Mayor, con quien no tuvo descendencia, y en segundas nupcias con Amancio Alcorta, nieto de Amancio Alcorta.

El título fue rehabilitado en 1994 en favor del sobrino del V marqués, José Pardo Heeren.
- José Pardo Heeren, VIII marqués de Fuente Hermosa de Miranda (Lima, 1903-2001). Casado en 1941 con Doris Adriana Paredes Delboy. Le sucedió su hijo:
- José Manuel Pardo Paredes, IX marqués de Fuente Hermosa de Miranda (1947-), casado con Julieta Mendívil.

- Datos: Q6000334